# 大井光栄
大井 光長/大井 光栄（おおい みつなが/おおい みつしげ）は、南北朝時代の武将。信濃国守護代。同国大井城主。

## 生涯
大井朝行の弟・行時の子で、朝行の後を継ぐ。『尊卑分脈』には、朝行の弟行時の子で「甲斐守光栄」とあり、『四鄰譚藪』では「朝行の甥、比田井入道良監（行時）の子、武名最も高し、足利将軍に仕えて功ありとぞ」と記されている（比田井郷は現在の佐久市協和地区で当時は大井荘内にあった）。
正平4年/貞和5年（1349年）から、正平5年/観応元年（1350年）の間に、信濃守護・小笠原政長の許で守護代を務めた。正平5年/観応元年（1350年）、信濃国水内郡太田荘大倉郷地頭職について、荘園領主である武蔵国金沢の称名寺と島津宗久跡代官高梨経頼との争いをやめさせ、称名寺の地頭職を安堵させよと、足利直義から厳命を受けた。（『金沢文庫文書』の内、「小笠原政長挙状案」と「足利尊氏御教書案」）これは建武3年(1336年)に、直義が金沢称名寺に安堵した地頭職を足利尊氏が勲功として島津宗久に与えたために起きた争いだが、守護の政長、守護代の光長は高師直派であったので直義に容易に従わなかった。
南朝に帰属した直義が信濃の実権を握ると、信濃守護は諏訪直頼、守護代は禰津宗貞が補任された。
観応の擾乱後、光長と嫡子・光矩は、信濃守護小笠原長基（政長の嫡子）を補佐して、南朝の宗良親王方や諏訪一族と戦い、信濃国佐久地方に勢力を張った。